# Wegfahrsperre
Wegfahrsperren sind Einrichtungen an Kraftfahrzeugen, die verhindern sollen, dass diese unbefugt in Betrieb genommen werden können. Man unterscheidet mechanische Wegfahrsperren und elektronische Wegfahrsperren. Außerdem gibt es so genannte unfreiwillige Wegfahrsperren, die sich gegen den Besitzer richten.

## Mechanische Wegfahrsperre

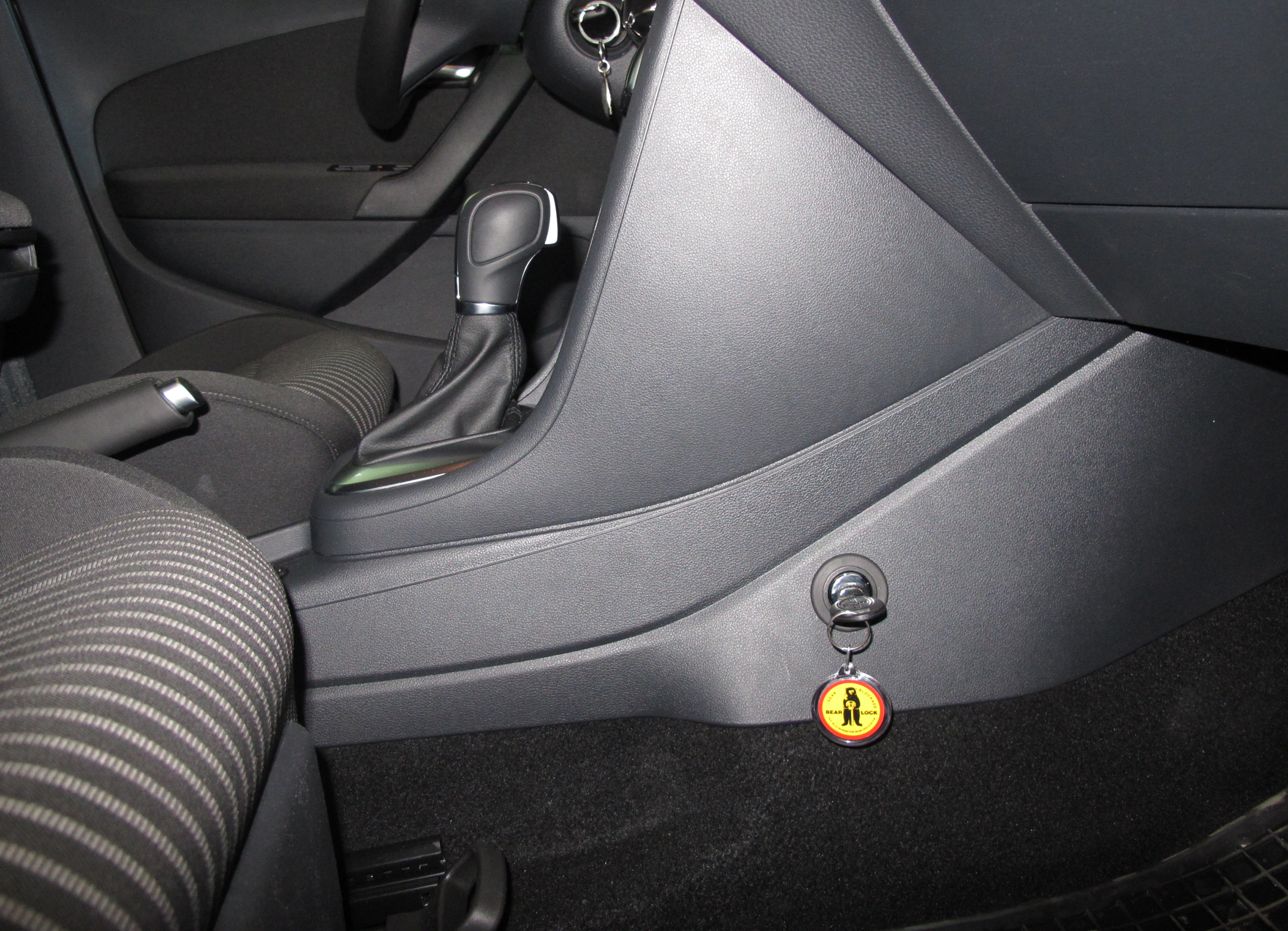
Bear-Lock Gangschaltungssperre in einem VW

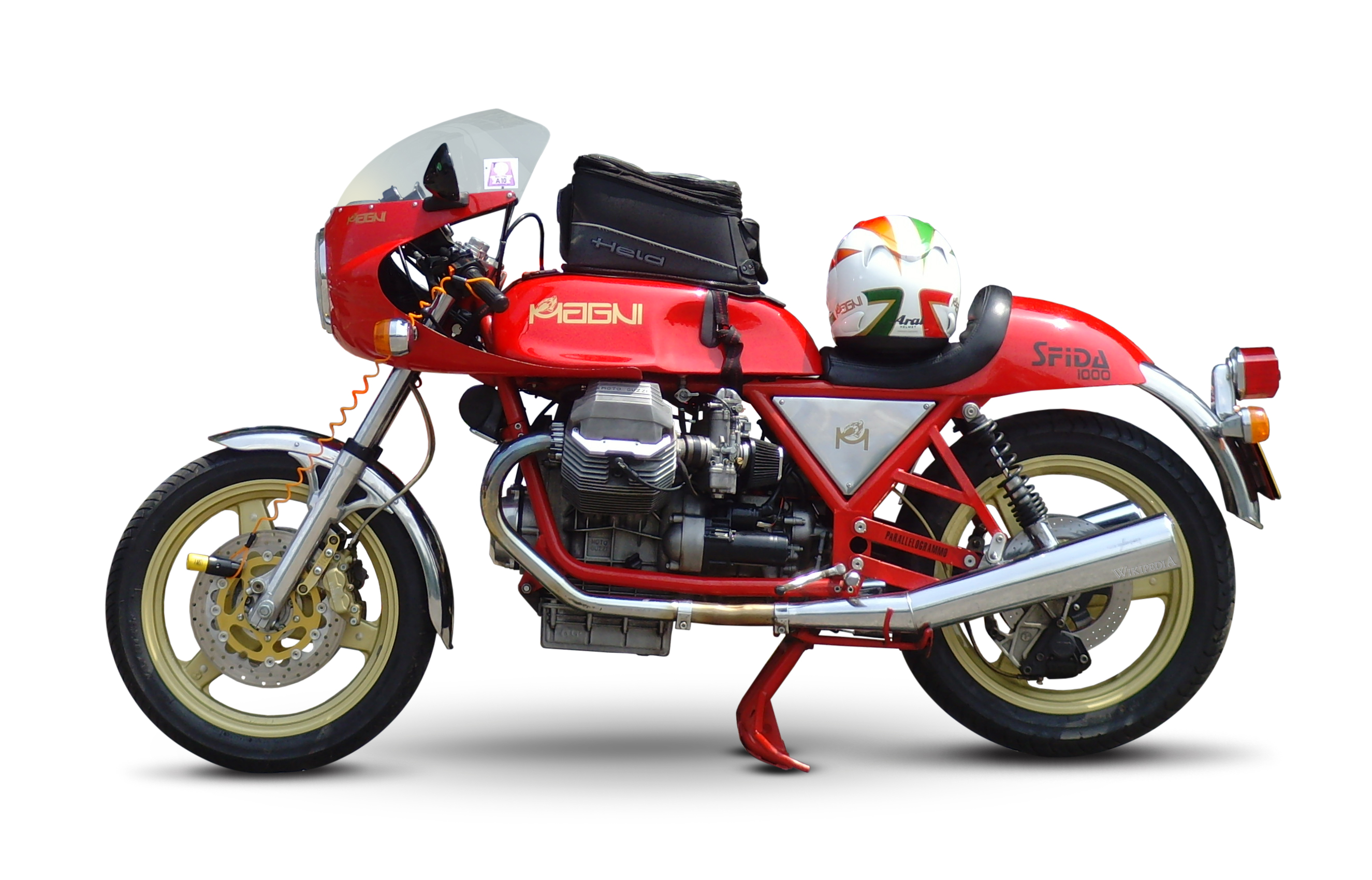
Wegfahrsperre durch blockieren der vorderen Bremsscheibe (das Kabel dient als Erinnerungs-Schutz gegen das Anfahren mit angelegt Schloss)

- Die sogenannte Lenkradkralle wird mittels Schloss am Lenkrad so befestigt, dass es nicht möglich ist, das Lenkrad zu drehen. Bei einer anderen Konstruktion wird ein Stahlstab zwischen Lenkrad und einem Pedal eingespreizt, so dass auch die Pedale nicht betätigt werden können. Diese einfachen Methoden sind zwar nicht bedienungsfreundlich, haben aber den Vorteil, dass sie preiswert sind und auch leicht sichtbar, so dass Gelegenheitsdiebe eventuell abgehalten werden.

- Die Gangschaltungssperre wird in der Mittelkonsole fest mit der Karosserie mittels Abreißschrauben verbunden. Die Sperrung erfolgt durch das Einschieben eines Stahlbolzens. Dieser blockiert die Bewegung der Gangschaltung im Rückwärtsgang. Auch Pkw mit Automatikschaltung können auf diese Weise in der Position P (Parken) geschützt werden. Die Sperre ist mit einem gehärteten Schloss ausgestattet.

- Der OBD-Saver verschließt die OBD-Buchse und verhindert somit das Anschließen von Manipulationshardware wie z. B. Keyprogrammer für einen Leerschlüssel oder zum Deaktivieren der Wegfahrsperre. Die OBD-Buchse ist der Zugang zu allen elektrischen Bauteilen im Fahrzeug und wird neben der Fehlersuche in der Werkstatt auch von Autodieben genutzt, um schnell und geräuschlos an das Fahrzeug zu kommen. Der OBD-Saver ist mit einem gehärteten Sicherheitsschloss ausgestattet und hat den entscheidenden Vorteil, dass er stetig im Fahrzeug montiert bleibt und nur beim Besuch in der Fachwerkstatt demontiert werden muss (z. B. zum Auslesen des Fehlerspeichers).
- Bei Motorrädern ist neben der Lenkersperre (im Steuerrohr des Rahmens) und einem Bügelschloss das um die Standrohre der Vordergabel gelegt wird, das Blockieren der Bremsscheibe eine verbreitete Methode der Diebstahlssicherung. Dafür wird ein Loch in die Scheibe gebohrt (das entfällt bei von Haus aus gelochten Scheiben), durch das dann ein spezielles Schloss geführt wird. Um ein Vergessen der Demontage vor dem Starten zu vermeiden, haben diese Sicherungen oft ein Spiralkabel (in Signalfarbe), das um den Lenkergriff gelegt wird.[1]

## Unfreiwillige Wegfahrsperre

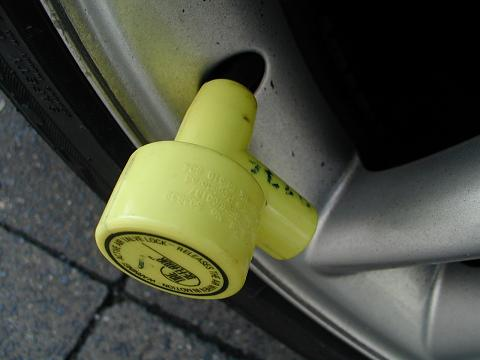
Ventilwächter

Der so genannte Ventilwächter bringt die Luft der Reifen beim Losfahren nach 200 m bis 500 m völlig zum Entweichen. Diese Wegfahrsperre wird von Stadtverwaltungen bzw. Ordnungsämtern eingesetzt, um säumige Kunden zum Zahlen aufzufordern (z. B. Kraftfahrzeugsteuer, Verwarnungsgelder). Kritiker wenden jedoch ein, dass der Ventilwächter eine Gefährdung darstellen kann, wenn er nicht bemerkt oder die am Fahrzeug angebrachte Warnung entfernt wurde, da ein leerer Reifen die Kontrolle über das Fahrzeug erschwert und zu Unfällen führen kann. Der große Nachteil des Ventilwächters ist aber insbesondere die Möglichkeit, ihn durch langsames Fahren funktionslos zu machen. Um das Ventil zu öffnen, braucht der Ventilwächter eine ausreichend starke Zentrifugalkraft, die aber erst ab etwa 15 km/h erreicht wird. Man kann also ein mit einem Ventilwächter festgesetztes Fahrzeug weiterhin durch Fahren in Schrittgeschwindigkeit fortbewegen. Des Weiteren hindert der Ventilwächter den Fahrzeugführer nicht daran, das Rad zu wechseln. Viele Stadtverwaltungen, die den Ventilwächter seit längerem einsetzen, halten diese Vorgehensweise aufgrund der hohen Verlustzahl für gescheitert. Der Trend geht seit etwa 2005 hin zu Parkkrallen (Radkrallen), die jegliches Bewegen des Fahrzeuges und auch ein Wechseln der Räder unmöglich machen.
Für solche Zwecke werden auch teilweise Radklammern verwendet, die von der Polizei über die Räder geklemmt und versperrt werden.

## Elektronische Wegfahrsperre
Mit dem Begriff Wegfahrsperre ist in den meisten Fällen die gesetzlich vorgeschriebene, elektronische Wegfahrsperre gemeint. Diese geht auf die Initiative des Allianz Zentrum für Technik zurück, die von den Herstellern den Einbau elektronischer Wegfahrsperren in den 1990er Jahren nach ihrem Standard forderte.
Seit 1. Januar 1998 müssen alle neu zugelassenen Pkw in Deutschland mit einer elektronischen Wegfahrsperre ausgerüstet sein (§ 38aStVZO). Bereits vorher forderten Versicherungen Wegfahrsperren und Abzüge im Diebstahlfall, da die Autodiebstähle zu Beginn der 1990er Jahre rapide zunahmen.
Die Wegfahrsperre wird nach Abschaltung der Zündung automatisch aktiviert. Um sie beim Einschalten der Zündung wieder außer Betrieb zu setzen, wird meist ein RFID-Chip verwendet. Einzelne Autohersteller setzten auch Schlüsselanhänger mit galvanischen Kontakten oder eine Zahlentastatur mit PIN-Code ein. Letztlich haben sich passive RFID-Transponder im Schlüssel allgemein durchgesetzt.

### Erste Generation

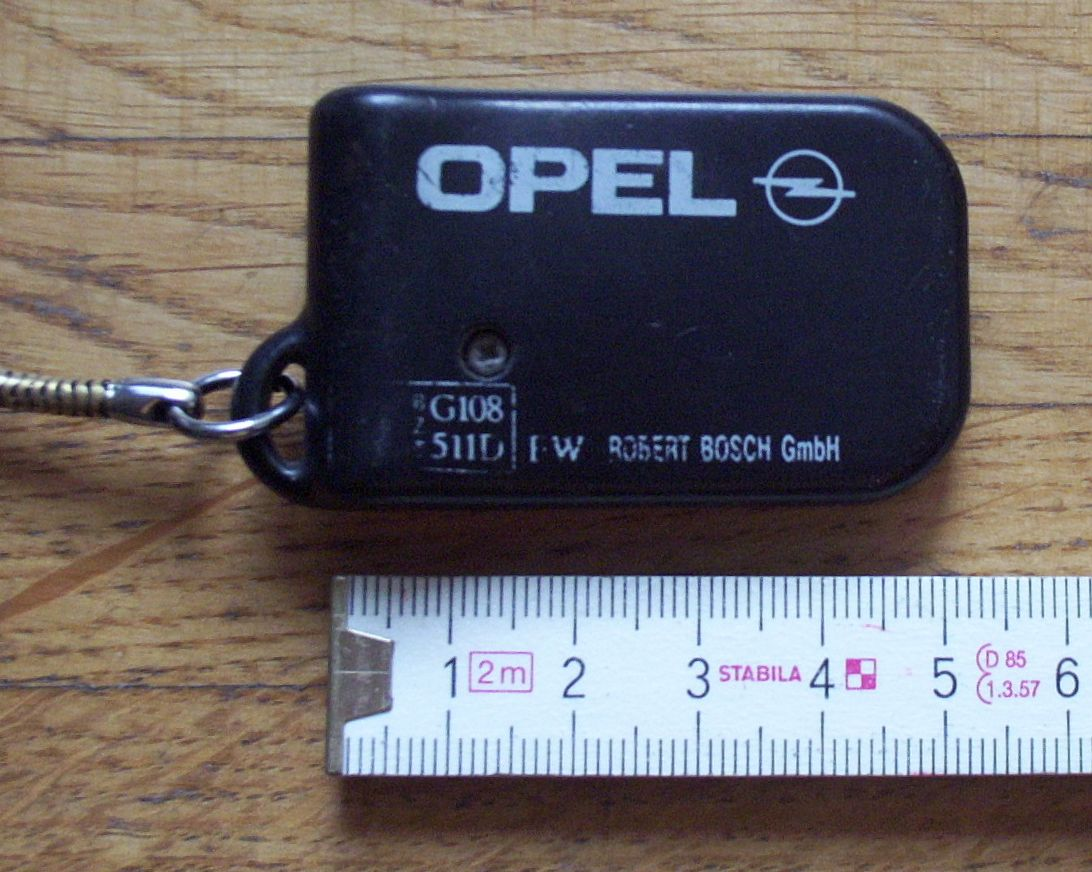
Fernbedienung für Wegfahrsperre der ersten Generation (1994)

Die ersten Modelle der Wegfahrsperre ab ca. 1991 sowie Nachrüstsysteme arbeiteten in den meisten Fällen nach der sogenannten „Dreikreisunterbrechung“. Diese unterbricht üblicherweise über Relais:
- die Zündung
- die Treibstoffzufuhr
- den Anlasser

Die Dreikreisunterbrechung bietet nur mäßigen Schutz und ist für Diebe leicht zu überwinden, da nur die Relais wieder überbrückt werden müssen. Dies kostet allerdings so viel Zeit, dass Amateurdiebe abgeschreckt werden.

### Zweite Generation
Modernere Wegfahrsperren (beginnend ab ca. 1994) arbeiten nicht mehr mit der Dreikreisunterbrechung, sondern erteilen dem Motorsteuergerät über eine elektronische Kommunikation eine Freigabe, ohne die der Motor nicht anspringt. Diese Kommunikation erfolgt meist über das Fahrzeug-Bussystem (heute meist der CAN-Bus) und ist mehr oder weniger stark verschlüsselt.
Die benutzten RFID-Chips in den Schlüsseln sind in den meisten Fällen einfache Read-Only-Transponder, wie sie auch zur Kennzeichnung von Tieren verwendet werden und die nur eine feste Seriennummer zyklisch im Klartext senden, oder wiederbeschreibbare Transponder, denen eine Identifikationsnummer zugeordnet werden kann.
Die Wegfahrsperre selbst kann ein eigenständiges Steuergerät oder auch in ein anderes integriert sein, bei der Mehrzahl der Fahrzeuge in das Kombiinstrument oder den Bordcomputer.

### Dritte Generation
Bei aktuellen Wegfahrsperren der dritten Generation ist sowohl die Kommunikation zwischen RFID-Transponder und Wegfahrsperre zur Authentifizierung des berechtigten Fahrers anhand seines Schlüssels, als auch die Kommunikation zwischen Wegfahrsperre und Motorsteuergerät zur Freigabe des Fahrzeugs kryptographisch abgesichert.

### Alcolock
Ein Alcolock ist die technische Verbindung einer elektronischen Wegfahrsperre mit einem Gerät zur Atemalkoholbestimmung. Es soll mittels einer Zündsperre Autofahrten unter Alkoholeinfluss verhindern.

### Ausblick
Der Wettlauf zwischen Autodieben und Autoherstellern wird wohl weitergehen und die Systeme zur Diebstahlsicherung werden immer weiter entwickelt werden müssen. Hervorzuheben wären da:
- Wegfahrsperren mit noch tieferer Integration in die Fahrzeugelektronik, so dass ein gestohlenes Fahrzeug quasi wertlos wird
- Alarmanlagen zur Abschreckung des Diebes
- Systeme zur Wiederauffindung gestohlener Fahrzeuge per GPS und GSM

Wegfahrsperren-Systeme beinhalten neben elektronischen Bauteilen auch festverdrahtete Software und können betriebliche Geschäftsgeheimnisse darstellen. Unter bestimmten Voraussetzungen ist deshalb der Besitz und die Nutzung von Geräten, mit denen solche Systeme überwunden werden können, in vielen Ländern strafbar, in Deutschland beispielsweise nach § 17 UWG oder § 263a StGB.
In der vierten Generation der Wegfahrsperre werden elektronische Chips in den Schlüssel oder in den Tachometer integriert. Dieser Chip enthält einen digitalen Schlüssel, ohne den das Auto sich nicht starten lässt. Ein Algorithmus überprüft die Richtigkeit des Schlüssels. Nur wenn er richtig identifiziert wird, kann das Fahrzeug gestartet werden.
Problematisch hierbei ist, dass es sich laut Sicherheitsexperten meist um einen wiederholbaren Schlüssel handelt, der leicht von Dieben bzw. Funk-Keyloggern heute beim Öffnen des Autos aufgezeichnet wird, während sie das Signal zum Schließen des Autos mit einem Störsender blocken.
Die Lösung hiergegen stellen voraussichtlich erst Systeme der nächsten Generation dar, die mit vom Auto – aus einer sicheren Box heraus, selber generierten One-Time-Pad Zufallscodes arbeiten, die in den Schlüssel periodisch überspielt werden und so z. B. auch nur für jede Minute des Tages einmal gültig sind.
Prinzipiell könnte jedoch auch bereits ab Werk der Autoschlüssel genügend One-Time-Pad Codes speichern, die über die gesamte Lebensdauer des Autos reichen, zumal die dafür nötigen Datenspeicher-Chips in GByte-Größe heute auch nur noch Cents kosten.
Ein großer Handel mit technischen Ersatzteilen und umprogrammierten Steuergeräten findet im In- und Ausland statt. Nach der Wegfahrsperre der vierten Generation sind nun schon Wegfahrsperren der fünften Generation in modernen Fahrzeugen eingebaut. Da es mittlerweile einige ausländische Firmen gibt, die sich auf das Überwinden von Wegfahrsperren spezialisiert haben, ist es nur eine Frage der Zeit, bis auch diese Technik überholt ist.

### Rechtliches
Das Mitführen eines Geräts zur Überwindung elektronischer Wegfahrsperren kann strafbar sein.